# ワシントン・スピリット
ワシントン・スピリット (英語 :  Washington Spirit) は、アメリカ合衆国・ワシントンDCを本拠地とするプロフェッショナルの女子サッカークラブである。ナショナル・ウィメンズ・サッカーリーグ（NWSL）所属。前身は「DCユナイテッド・ウィメン（D.C. United Women）」。

## 歴史
2012年にナショナル・ウィメンズ・サッカーリーグ（NWSL）の創設が発表になった際に、当初の8チームのうちの1チームのなか、ホストチームとして選ばれた。2012年12月に、チーム名をワシントン・スピリットと発表。監督はDCユナイテッド・ウィメンからマイク・ジョーダンが副監督のシンディ・ハークスと共に留任。

## 選手

### 現所属メンバー
2024年6月17日現在
注：選手の国籍表記はFIFAの定めた代表資格ルールに基づく。
| No. | Pos. |                | 選手名                     |
| --- | ---- | -------------- | -------------------------- |
| 1   | GK   | アメリカ合衆国 | オーブリー・キングズベリー |
| 2   | FW   | アメリカ合衆国 | トリニティ・ロッドマン     |
| 3   | DF   | アメリカ合衆国 | ケイシー・クルーガー       |
| 4   | FW   | アメリカ合衆国 | リナ・シラーノ             |
| 5   | DF   | フランス       | アナイ・ビュテル           |
| 6   | DF   | アメリカ合衆国 | ケイト・ウィーズナー       |
| 7   | MF   | アメリカ合衆国 | クロイ・ベスーン           |
| 8   | MF   | アメリカ合衆国 | マケナ・モリス             |
| 9   | DF   | アメリカ合衆国 | タラ・マキオン             |
| 11  | FW   | フランス       | ウーリーマタ・サール       |
| 12  | MF   | アメリカ合衆国 | アンディ・サリヴァン       |
| 13  | FW   | アメリカ合衆国 | ブリタニー・ラトクリフ     |
| 14  | DF   | カナダ         | ギャブリエル・カール       |
| 16  | MF   | アメリカ合衆国 | コートニー・ブラウン       |

| No. | Pos. |                  | 選手名                   |
| --- | ---- | ---------------- | ------------------------ |
| 17  | MF   | アメリカ合衆国   | ハル・ハーシュフェルト   |
| 18  | GK   | アメリカ合衆国   | ライザ・バッセルメン     |
| 19  | FW   | アメリカ合衆国   | シヴァナ・クールメン     |
| 21  | DF   | アメリカ合衆国   | アナ・ハイルファーティ   |
| 22  | MF   | アメリカ合衆国   | ヘザー・ステインブルック |
| 26  | MF   | アメリカ合衆国   | ペイジ・メテヤー         |
| 28  | GK   | アメリカ合衆国   | ニコール・バーンハート   |
| 33  | FW   | アメリカ合衆国   | アシュリー・ハッチ       |
| 39  | FW   | アメリカ合衆国   | クローイー・リケッツ     |
| -   | DF   | アメリカ合衆国   | ワニヤ・ハドソン         |
| -   | DF   | イングランド     | エスミー・モーガン       |
| -   | MF   | コロンビア       | レイシー・サントス       |
| -   | FW   | コートジボワール | ローズモンド・クアッシ   |

### 在籍歴のある選手
- 横山久美 2020-2021
- 宝田沙織 2021

## スタジアム
- メリーランド・サッカープレックス（2013年-2019年）
- アウディ・フィールド（2018年- ）
- セグラ・フィールド（2020年- 、2021年は7試合）